# Cacoblatta scabra
Cacoblatta scabra är en kackerlacksart som beskrevs av Henri de Saussure 1893.
Cacoblatta scabra ingår i släktet Cacoblatta och familjen jättekackerlackor. Artens utbredningsområde är Panama. Inga underarter finns listade i Catalogue of Life.